# 건파우더 밀크셰이크
《건파우더 밀크셰이크》(영어: Gunpowder Milkshake)는 2021년 개봉한 미국의 액션 스릴러 영화이다. 이스라엘 출신의 나보트 파푸샤도 감독이 연출하고, 캐런 길런, 리나 히디, 앤절라 배싯, 폴 지어마티, 미셸 요, 칼라 구지노 등이 출연했다. 연령을 초월한 여성 암살자들의 합동 작전을 그린다.

## 줄거리
샘이 12살 때 암살자 어머니 스칼릿은 맡았던 일이 잘못돼 쫓기는 신세가 되면서 샘을 식당에 두고 떠난다.
15년 뒤. 27살 샘은 어머니가 근무했던 "회사" 소속이며, "인사부장" 네이선 밑에서 암살자로 일하는 중이다. 어느 날 회사 돈을 훔친 자를 죽이고 돈을 회수하라는 명을 받은 샘은 "도서관"처럼 꾸며진 무기고에서 스칼릿의 옛 공범들인 세 명의 "사서" 애나 메이, 매들린, 플로렌스와 만나 책 형태 용기에 든 무기("오만과 편견" "제인 에어", "자기만의 방")를 추천 받고 대여한다.
그러나 샘은 표적을 총으로 쏜 후에야 표적이 납치 당한 딸 에밀리를 구하려고 돈을 훔쳤다는 사실을 알게 된다. 샘은 몸값과 인질을 교환할 접선 장소인 근처 볼링장에 본인이 대신 나가기로 한다. 네이선은 명령에 불복하고 독단으로 행동하려는 샘을 막고 돈을 회수하기 위해 심복들을 보낸다. 그러나 샘이 납치범들을 물리치는 과정에서 돈이 전부 훼손된다.
그 사이 네이선은 샘이 죽인 납치범들 중 하나가 막강한 범죄 기업 수장 짐 매캘리스터의 아들이라는 걸 알게 된다. 싸움을 피하기 위해 네이선은 샘의 정보를 넘기는데...

## 출연
- 캐런 길런 - 샘 역
  - 프레이아 앨런 - 어린 샘 역
- 리나 히디 - 스칼릿 역
- 폴 지어마티 - 네이선 역
- 칼라 구지노 - 매들린 역
- 미셸 요 - 플로렌스 역
- 앤절라 배싯 - 애나 메이 역
- 클로이 콜먼 - 에밀리 역
- 랠프 아인슨 - 짐 매캘리스터 역
- 애덤 너가이티스 - 버질, 총잡이, 짐의 조카 역
- 마이클 스마일리 - 리키, 회사 소속 의사 역
- 새뮤얼 앤더슨 - 데이비드 역
- 아이번 케이 - 양키 역
- 데이비드 버넬 4세 - 쇼커 역

## 속편
2021년 7월 6일 스튀디오카날에서 속편 제작 중에 있다고 밝혔다.